# Pedaria coprinarum
Pedaria coprinarum är en skalbaggsart som beskrevs av Yves Cambefort 1982. Pedaria coprinarum ingår i släktet Pedaria och familjen bladhorningar. Inga underarter finns listade i Catalogue of Life.